# Affonsea
Affonsea é um género botânico pertencente à família Fabaceae.

## Espécies
- Affonsea aptera
- Affonsea bahiensis
- Affonsea bullata
- Affonsea campestris
- Affonsea comosa
- Affonsea densiflora